# Lara Croft GO
Lara Croft GO è un videogioco per smartphone iOS, Android e Windows Phone sviluppato nel 2015 da Square Enix Montrèal e distribuito da Square Enix. In seguito è stato pubblicato anche per Microsoft Windows il 27 agosto 2015, per PlayStation 4 e PlayStation Vita il 3 dicembre 2016 ed infine per macOS e Linux il 4 dicembre dello stesso anno.
Il gioco, avente come protagonista Lara Croft, appartiene alla categoria dei videogames strategici a turni e alla serie degli spin-off di Tomb Raider, della quale fanno parte Lara Croft and the Guardian of Light, Lara Croft and the Temple of Osiris e Lara Croft: Relic Run.

## Trama

### L'Entrata
Lara Croft è nella giungla alla ricerca di una preziosissima reliquia, l'Atlante dell'Aldilà.
Addentrandosi in un sentiero sconosciuto l'archeologa trova la prima delle chiavi che la condurranno all'oggetto: la Chiave dei Serpenti.

### Il Labirinto dei Serpenti
Lara inizia la sua avventura esplorando paludi sotterranee disseminate di enormi serpenti e pericolose salamandre pronte a ostacolare il suo cammino. L'archeologa riesce però a usare varie strategie per aggirarle e ucciderle a sorpresa mentre cerca un modo per estendere un ponte che la conduca alla prossima chiave. Lara però ha inconsapevolmente risvegliato una pericolosa creatura, la Regina del Veleno, un mostruoso serpente gigantesco, che le tende un'imboscata alla quale scampa per un soffio. Alla fine l'avventuriera trova la seconda chiave: la Chiave di Pietra.

### Il Labirinto di Pietra
Nell'esplorare le caverne e le rovine dove si cela l'ultima chiave Lara si imbatte in enormi ragni e si trova di fronte a enigmi sempre più complessi. Nonostante la Regina del Veleno le stia alle calacagna Lara riesce a estendere il successivo ponte e trova la Chiave degli Spiriti. Con tutte le chiavi in suo possesso, l'archeologa si appresta ad aprire il portale che cela l'Atlante, ma un attimo prima di raccoglierlo la Regina le sferra un altro attacco e lei precipita nel punto più basso del suo regno.

### Il Labirinto degli Spiriti
Lara si risveglia in una buia grotta e inizia a mettersi alla ricerca di un passaggio che la conduca verso l'uscita. L'archeologa trova l'accesso al labirinto pieno di trappole mortali come lame rotanti e frecce che escono dalle pareti. Sfruttando i nemici per proteggersi dalle trappole e usando delle torce per tenerli lontani, Lara riesce a risalire fino al cospetto della Regina, e la fronteggia in una lunga lotta rivolgendole contro le sue stesse trappole. Alla fine l'avventuriera riesce a trafiggere la creatura con una lancia e a ritorna in superficie dove può finalmente raccogliere l'Atlante dell'Aldilà.

### La Fuga
Ora che l'Atlante è stato rubato tutto il tempio inizia a crollare e Lara deve trovare una via di uscita. Usando vari meccanismi a tempo e sconfiggendo gli ultimi nemici la ragazza riesce a trovare una via di uscita vicino alla sorgente di una cascata; mentre la caverna crolla su se stessa Lara si tuffa nel fiume sottostante e si salva, per poi tornare vittoriosa a casa.

### La Caverna di Fuoco (DLC)
Tempo dopo aver ritrovato l'Atlante dell'Aldilà e aver sconfitto la Regina del Veleno, Lara torna nei luoghi visitati in precedenza per esplorarli; addentrandosi nelle profondità delle caverne, scopre una nuova area piena di trappole ed enigmi pattugliata da nuovi nemici che sono misteriosamente in grado di rigenerarsi dopo essere stati sconfitti; ben presto l'archeologa scoprirà che la ragione di questo è Il Frammento della Vita, un magico oggetto in grado di resuscitare i suoi nemici. Non appena Lara tocca Il Frammento tutti i nemici che la circondano diventano pietra e cadono a pezzi: Lara può finalmente intascare il manufatto e risalire fuori dalla montagna.

### Lo Specchio degli Spiriti (DLC)
Al termine delle sue avventure Lara torna a Croft Manor e trova nella sala dei trofei uno strano artefatto: Lo Specchio degli Spiriti. Attivandolo la ragazza si ritrova in una dimensione parallela distorta, Il mondo dello Specchio; attraversando le numerose stanze del suo maniero disseminate di trappole e nemici trova anche alcune stanze divise da enormi pareti a specchio oltre le quali scorge uno spirito identico a lei che segue le sue stesse mosse. Collaborando insieme e aiutandosi a vicenda per risolvere gli enigmi Lara e lo spirito riescono a raggiungere un portale e lo attraversano. Risvegliatasi nel mondo reale Lara dà un'ultima occhiata allo specchio e si allontana.

## Modalità di gioco
Come per il suo predecessore Hitman GO, il gameplay di Lara Croft GO è quello di uno strategico a turni ispirato ai giochi da tavolo; il giocatore deve compiere, in una data area, una serie di azioni atte a fargli raggiungere l'uscita.
L'ambiente di gioco è composto da una serie di pedane collegate tra loro per mezzo di "binari": il giocatore può spostare Lara di una pedana alla volta toccando col dito una direzione indicata dai binari. Il giocatore deve individuare il percorso giusto oppure costruirselo tirando leve o premendo alcuni pulsanti presenti nell'ambiente di gioco, in grado di modificare la posizione delle pedane.
L'avanzamento sarà reso più difficile dalla presenza di trappole e nemici, che si muovono in conseguenza delle mosse di Lara; il giocatore dovrà trovare il modo di aggirarli o di eliminarli. In alcuni casi i nemici potranno essere utili a tenere premuti pulsanti oppure portati a cadere nelle trappole evitate.
Il gioco è diviso in cinque livelli, a loro volta suddivisi in diverse aree per un totale di 41; ciascun livello ha delle caratteristiche di gioco, nemici e trappole differenti rispetto agli altri. Man mano che si procede nel gioco, i livelli diventano più complessi.
Soddisfacendo alcune richieste, il giocatore guadagnerà dei trofei sul Game Center cui appartiene.
Il DLC The Shard of Life è invece composto da un livello aggiuntivo, comprendente 11 aree; stessa cosa per il DLC aggiuntivo dell'edizione per console, The Mirror of Spirits.

### Livelli
- L'ingresso (5 aree)
- Il Labirinto dei Serpenti (11 aree)
- Il Labirinto di Pietra (13 aree)
- Il Labirinto degli Spiriti (9 aree)
- La Fuga (3 aree)
- DLC: La Caverna di Fuoco (11 aree)
- DLC: Lo Specchio degli Spiriti (11aree)

### Nemici
Mentre avanza nei vari livelli Lara incontrerà numerosi nemici che le sbarreranno la strada; ogni nemico si muove in conseguenza delle mosse di Lara e ha degli schemi di movimento particolari. Il giocatore deve evitare a tutti i costi lo scontro frontale, in quanto Lara verrà uccisa se si trova nella pedana di fronte al nemico; lo scopo è dunque trovare il modo di aggirarli per sorprenderli alle spalle o lateralmente e avere dunque occasione di eliminarli con le pistole, oppure di allontanarli spostando le pedane per mezzo di leve, o ancora trovare un percorso alternativo che porti Lara il più lontano possibile dal nemico.
Si può anche recuperare una lancia per ucciderli a distanza. In alcuni casi si possono utilizzare le trappole per eliminarli; nel livello 4, infine, Lara può accendere una torcia in grado di allontanare i nemici; in questo caso, una volta bloccati, potrà sparargli anche frontalmente.
A volte il giocatore dovrà sfruttare gli schemi di movimento dei nemici per premere dei pulsanti e attivare passaggi o pedane mobili a distanza.
I nemici, coi relativi schemi di movimento, sono i seguenti:
- Serpenti: sono i primi nemici che si incontrano, presenti a partire dalle prime aree del livello 2. I serpenti non si muovono e rimangono fermi sulla pedana dove si trovano, ma attaccheranno Lara se si verrà a trovare di fronte a loro.
- Salamandre: presenti dalle aree più avanzate del livello 2, le salamandre si svegliano quando Lara si viene a trovare di fronte a loro a due caselle di distanza; sono in grado di spostarsi di una casella a turno seguendo l'esatto percorso di Lara.
- Ragni giganti: presenti a partire dal livello 3; i ragni giganti si spostano di una casella per volta, avanti e indietro, seguendo una linea retta.
- Regina del Veleno: gigantesco serpente a guardia dell'Atlante dell'Aldilà, la si vede sin dal primo livello ma la si affronterà nel livello 4. La Regina del Veleno insegue Lara per tutto il suo percorso ed è in grado di attaccarla scagliandosi contro di lei lungo un tracciato definito; per sconfiggerla il giocatore dovrà studiare un modo per rivolgerle contro alcune trappole.

Nel DLC The Shard of Life il giocatore affronterà nuovamente serpenti, salamandre e ragni; i nemici hanno gli stessi pattern di movimento, ma una colorazione differente e la capacità di rigenerarsi dopo un certo numero di mosse dopo che sono stati uccisi. Nel DLC Mirror of Spirits invece sono presenti alcuni nemici in forma oscura; questi compaiono solo nei livelli in cui Lara deve collaborare con la sua controparte-specchio e possono essere uccisi solo da quest'ultima.

### Collezionabili e sbloccabili
Nelle aree di gioco sono nascosti alcuni collezionabili, sotto forma di pezzi di reliquie e diamanti; trovandoli tutti il giocatore può sbloccare costumi alternativi per Lara, ispirati ai capitoli storici della serie.
I costumi sono:
- Classico Tradizionale: il costume storico dei Tomb Raider classici targati Core Design, sbloccabile con il DLC.
- Giacca da Bomber: il giubbotto imbottito dai livelli tibetani di Tomb Raider II. Si ottiene trovando tutti i 4 pezzi del Teschio Dorato nascosti nel livello 1.
- Area 51: tuta mimetica e top dai livelli del Nevada di Tomb Raider III. Si ottiene trovando tutti i 10 pezzi dei Serpenti Gemelli nascosti nel livello 2.
- Anctartica: tuta termica e giubbotto imbottito dai livelli del Polo Sud di Tomb Raider III. Si ottiene trovando tutti i 12 pezzi del Ragno Congelato nascosti nel livello 3.
- Tuta da sub: dai livelli sottomarini di Tomb Raider II. Si ottiene trovando tutti i 7 pezzi della Salamandra di Sangue del livello 4.
- Catsuit: tuta in lattice dei livelli londinesi di Tomb Raider 3 e da quelli newyorkesi di Tomb Raider Chronicles. Si ottiene trovando tutti i 3 pezzi della Collana dei Sogni nascosti nel livello 5.
- Lara Mida: Lara in versione dorata dal livello Palazzo di Re Mida di Tomb Raider e Tomb Raider: Anniversary. Si ottiene trovando tutte le pietre nascoste nei vari livelli. Il materiale delle pietre varie dai livelli (Quarzo, Smeraldo, Zaffiro, Rubino, Topazio, Ossidiana e Cristallo).
- Angelo dell'Oscurità: il costume ufficiale di Tomb Raider: The Angel of Darkness, sbloccabile dopo aver trovato tutti gli 11 pezzi dello Scarabeo Sacro nel DLC La Caverna di Fuoco.
- Lara Spirito: lo spirito incontrato nel DLC Lo Specchio degli Spiriti. Si sblocca trovando tutti i 10 pezzi dell'Occhio dell'Abisso nascosto nel DLC stesso.

A questi costumi se ne aggiungono altri tratti da Hitman, Deus Ex e Just Cause, acquistabili a pagamento.

## Produzione e sviluppo
Il 16 giugno 2015, in occasione dell'E3, la Square Enix annunciò di aver messo in produzione un secondo gioco per smartphone avente come protagonista Lara Croft dopo il successo del free to play Relic Run, rilasciato il mese precedente. Il gioco, che avrebbe avuto il nome Lara Croft GO, sarebbe stato uno strategico a turni con caratteristiche di gioco simili a quelle di Hitman GO, gioco lanciato nel 2014 e appartenente alla serie Hitman. In tale occasione furono rilasciati anche un trailer e alcune schermate del gioco.
Lara Croft GO è stato pubblicato sui principali negozi online il 27 agosto 2015 al prezzo di 4,99 euro.

### DLC
Il 25 novembre 2015 è stato rilasciato il primo DLC gratuito di Lara Croft GO, intitolato The Shard of Life ("La caverna della vita"). Il pacchetto comprende un livello aggiuntivo, un'avventura completamente nuova di difficoltà elevata e slegata dalla principale, che può essere giocata indipendentemente da essa. Trovando i collezionabili dei livelli è possibile, inoltre, sbloccare due costumi aggiuntivi.

### Edizione per console
Il 3 dicembre 2016 il gioco è stato distribuito per console PlayStation 4 e PlayStation Vita acquistabile online. Il gioco ha mantenuto la stessa grafica e lo stesso gameplay con alcune modifiche ai comandi di gioco per favorire l'utilizzo del DualShock. Il gioco oltre al primo DLC (The Cave of Fire) ne include un secondo: The Mirror of Spirits sviluppato da KO_OP. Anche tale avventura è giocabile indipendentemente da quella principale ma con numperose innovazioni nel gameplay.

## Requisiti minimi
- Android: 
  - Samsung Galaxy S4 o simile/migliore;
  - Android 2.3 o maggiore;
  - 87 MB di spazio disponibile
- iOS: 
  - iOS 7 o più recente;
  - 138 MB di spazio disponibile
- Windows 8 Phone 
  - Windows Phone 8 o 8.1
  - 67 MB di spazio disponibile